# Олімпійський стадіон Ів дю Мануар
Олімпі́йський стадіо́н Ів дю Мануа́р (офіційна назва Stade Olympique Yves-du-Manoir) — спортивний стадіон у місті Коломб під Парижем (Франція). Ів дю Мануар було збудовано в 1907 році й названо на честь французького регбіста Іва дю Мануара після його трагічної загибелі в автокатастрофі в 1928 році.
Стадіон міняв свою назву кілька разів. Спочатку мав назву Стад дю Матін, у 1920 році назву було змінено на Стад де Коломб. Після цього стадіон Коломб перейменовано на Олімпійський стадіон Коломб, а від 1928 він знаний під чинною назвою.

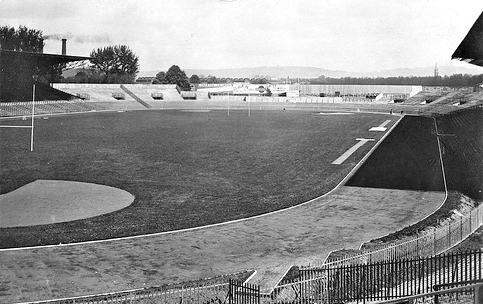
Стадіон у 1924 році.

У 1924 році стадіон був головним місцем проведення літніх Олімпійських ігор. На ньому проводились змагання з наступних дисциплін: легкої атлетики, велоспорту, кінного спорту, спортивної гімнастики, тенісу, футболу, регбі і два види змагань із сучасного п'ятиборства: біг, фехтування. На момент проведення Олімпійських ігор стадіон уміщував 45 000 вболівальників. Влади Парижа видали на його побудову 4 млн. франків.[джерело?] У 1938 році, коли стадіон міг помістити навіть 60 000 вболівальників, на ньому було проведено чемпіонат світу з футболу. 19 червня 1938 року на ньому було розіграно фінальний матч турніру, в якому збірна Італії з рахунком 4:2 здобула перемогу над збірною Угорщини. Того ж року на стадіоні було проведено чемпіонат Європи з легкої атлетики.
У 1930—1970-х роках стадіон був однією з головних спортивних арен Франції. На ньому проводились домашні матчі збірної Франції з футболу та регбі, а також фінальні матчі національного футбольного кубка. Однак після реконструкції стадіону Парк де Пренс у 1972 році стадіон Ів дю Манюар утратив свій статус. Збірна Франції з футболу востаннє зіграла на цьому стадіоні матч у 1975 році, а збірна Франції з регбі в 1972 році.
Тепер стадіон вміщує 14 000 уболівальників і є домашньою ареною регбійного клубу «Рейсінг 92». Французька професійна футбольна команда Расінг проводила на ньому домашні матчі аж до 1985 року й повернулась до нього знову у 2000-х роках.
«Рейсінг 92» завжди був вірний цьому стадіонові. Клуб навіть роздумував над поширенням стадіону до 15 000 місць, щоб футбольний клуб Расінг, також міг займатись на цьому стадіоні, але було вирішено побудувати абсолютно новий стадіон, Арена 92 в місті Нантерр.